# 활 (밴드)
활은 대한민국의 인디 록밴드이다.

## 멤버
- 김명기 - 보컬
- 서범석 - 기타
- 최봉관 - 베이스
- 신상철 - 드럼